# Barcelona World Race

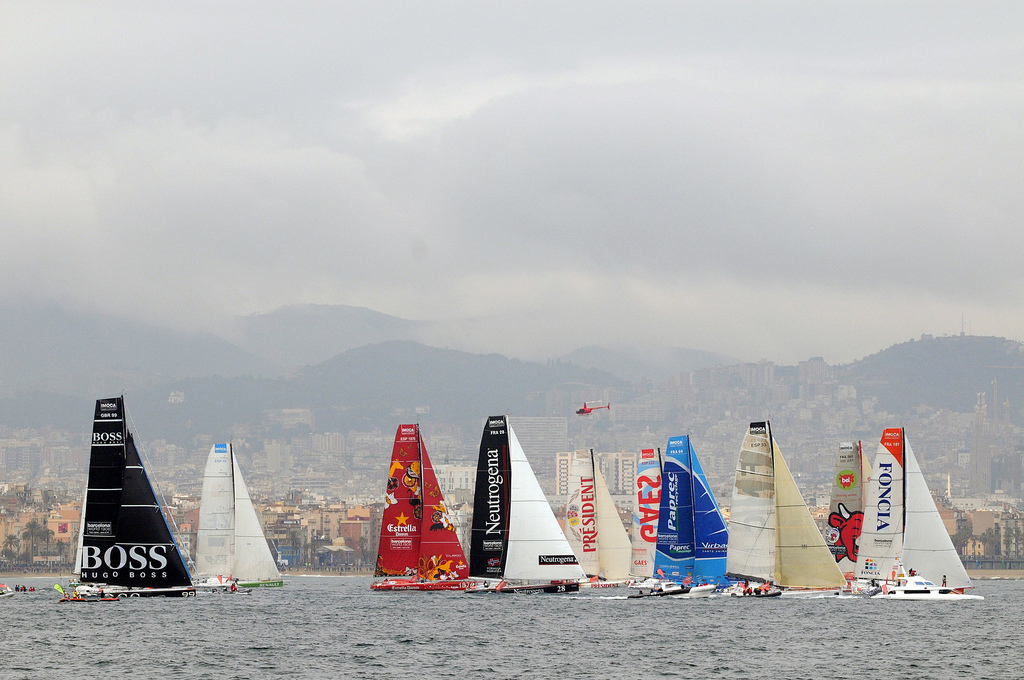
Regattastart 2010/11: ganz rechts Desjoyeaux’ Foncia, in blau Dicks (Doppelsieg 2007/08 und 2010/11) und Loïck Peyrons Virbac Paprec 3 (Sieg 2010/11), halb verdeckt dahinter Dee Caffaris GAES Centros Auditivos; in Bildmitte schwarzweiß Herrmanns Neutrogena, in rot Estrella Damm (ex-Pabrec Virbac 2, Sieger 2007/08) und ganz links Hugo Boss ohne Thomson

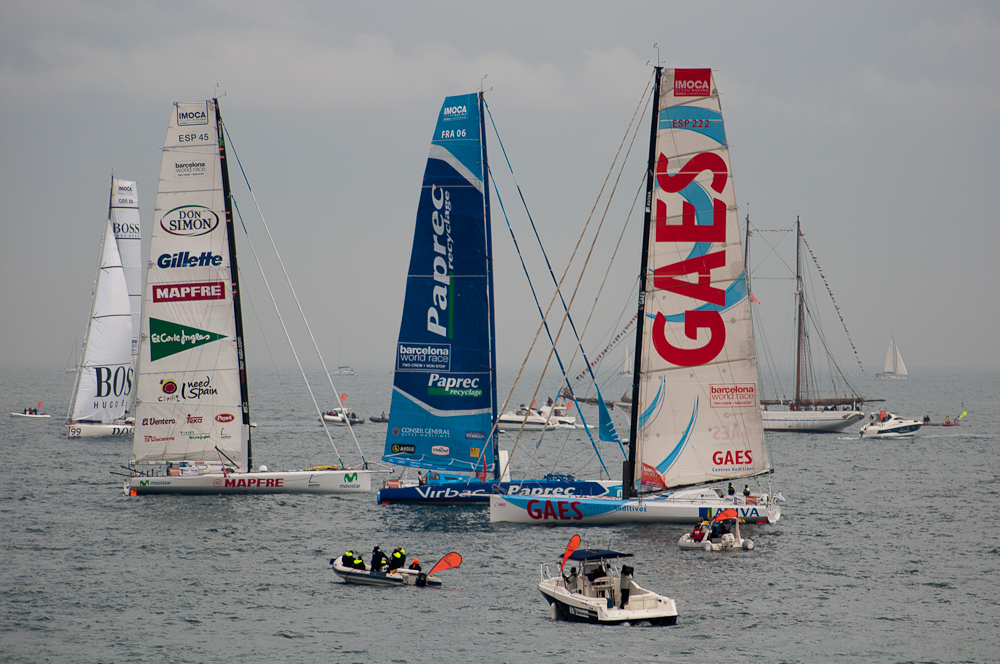
Vor Regattastart 2010/11 (von re.): GAES Centros Auditivos, Virbac Paprec 3 (Gesamtwertung: 1. Platz), Mapfre (2. Platz), Hugo Boss

Das Barcelona World Race ist eine Hochseeregatta rund um die Welt für Segelboote mit zweiköpfigen Mannschaften, gehört damit zum sogenannten Zweihandsegeln. Die Route führt von Barcelona (Spanien) ohne Zwischenstopps und ohne Hilfe von Dritten einmal um die Welt und zurück nach Barcelona, was einer Strecke von 25.000 Seemeilen entspricht. Dabei wird die Welt ostwärts (also in der aufgrund von Winden und Strömungen schnelleren Richtung) umrundet und dementsprechend nach Passieren der Straße von Gibraltar das Kap der Guten Hoffnung, Kap Leeuwin und Kap Hoorn backbord bzw. die Antarktis steuerbord gelassen. Mindestens bei der Regatta 2010/11 wurden außerdem virtuelle „Tore“ (Strecken zwischen bestimmten Koordinaten) festgesetzt, die zu passieren waren. Dadurch wurde die Route präziser festgelegt und beispielsweise verhindert, dass die Boote bei der Antarktisumrundung zu weit in den gefährlichen Süden abkürzten.
Die Regatta wird auf Bootstypen der Klasse Open 60 – d. h. 60 Fuß langen Einrumpfbooten gemäß IMOCA-Richtlinien – ausgetragen. Sie findet im dreijährigen Tournus seit 2007/08 statt und startet jeweils im November oder Dezember des Jahres.
Trotz des grundsätzlichen „non-stop“- und „no-assistance“-Charakters der Regatta dürfen die Boote in Häfen Zwischenstopps einlegen und dort bei Reparaturen auch Hilfe (oder Ersatzteile) annehmen, ohne disqualifiziert zu werden. Bis zum Passieren des Kaps der Guten Hoffnung (Regatta 2010/11) werden die Boote für Zwischenstopps nur mit Zeitverlust – durch das Anlaufen des Hafens und die Liegezeit dort – bestraft. Nach Passieren des Kaps dürfen Boote, die einen Hafen anlaufen, frühestens nach 48 Stunden wieder auslaufen (Zeitstrafe). So lief beispielsweise der spätere Sieger der Tour 2010/11 für nötige Reparaturen zunächst Brasilien an (reiner Zeitverlust) und anschließend Neuseeland (Zeitverlust sowie Zeitstrafe).

## Die einzelnen Regatten
Die Regatta 2019 entfiel wegen politischer Instabilitäten in Spanien. Die nächste Regatta ist für 2022/2023 geplant.

### 2014/2015
Die Regatta wurde am 31. Dezember 2014 gestartet. Als zweiter Deutscher nach Boris Herrmann segelte Jörg Riechers mit Co-Skipper Sebastien Audigane die Regatta; nach einem sehr guten Auftakt warfen jedoch Reparaturstopps die beiden zur Hälfte des Rennens zurück.
Ergebnisse:
| Platz | Boot                              | Skippers                                   | Zeiten       | Kommentare |
| ----- | --------------------------------- | ------------------------------------------ | ------------ | ---------- |
| 1     | Cheminées Poujoulat               | Bernard Stamm SUI / Jean Le Cam FRA        | 84 T 5 Std   |            |
| 2     | Neutrogena                        | Guillermo Altadill SPA / Jose Muñoz SPA    | 89 T 11 Std  |            |
| 3     | GAES Centros Auditivos            | Anna Corbella SPA / Gerard Marín SPA       | 91 T 5 Std   |            |
| 4     | One Planet, One Ocean & Pharmaton | Alex Gelabert FRA / Didac Costa ESP        | 98 T 09 Std  |            |
| 5     | We are water                      | Bruno Garcia SPA / Willy Garcia SPA        | 99 T 3 Std   |            |
| 6     | Renault Captur                    | Jörg Riechers GER / Sebastien Audigane FRA | 105T 23 Std  |            |
| 7     | Spirit of Hungary                 | Nándor Fa HUN / Conrad Colman USA          | 110 T 10 Std |            |
|       | Hugo Boss                         | Alex Thomson GBR / Pepe Ribes SPA          |              | Abbruch    |

### 2010/11
Die Regatta lief vom 31. Dezember 2010 bis zum 4. April 2011.
Teilnahmen:
- insgesamt 14 Boote, darunter Michel Desjoyeaux (Foncia; Mastbruch am 26. Januar in zweiter Position[2]), Jean Le Cam (Président; Mastbruch am 10. Januar in achter Position, offizieller Abbruch zwei Tage später),[3]; weitere Abbrüche durch Groupe Bel (Anlaufen von Ushuaia am 9. März aufgrund Kielschäden, in zunächst 5. Position; nach Untersuchung im Hafen Abbruch am 11. März)[4] und Mirabaud (Mastbruch am 12. März in 6. Position, offizieller Abbruch am 17. März)[5] sowie „Central Lechera Asturiana“ (Mastbruch).
- für den Zweiten der vorherigen Ausgabe, Alex Thomson (Hugo Boss), sprang aufgrund dessen akuter Blinddarmoperation zwei Tage vor Regattastart ein anderer (Co-)Skipper ein; Thomson hätte laut Regattaleitung später wieder eingewechselt werden dürfen, aufgrund gesundheitlicher Probleme seines neugeborenen Sohns gab der Brite seine Teilnahme aber endgültig auf.[6]

Ergebnisse:
| Platz | Boot                      | Skippers                                    | Zeiten       | Kommentare |
| ----- | ------------------------- | ------------------------------------------- | ------------ | ---------- |
| 1     | Virbac Paprec 3           | Jean-Pierre Dick FRA / Loïck Peyron FRA     | 93 T 22 Std  |            |
| 2     | Mapfre                    | Iker Martínez SPA / Xabier Fernández SPA    | 94 T 21 Std  |            |
| 3     | Renault ZE                | Pachi Rivero SPA / Antonio Pirez SPA        | 97 T 18 Std  |            |
| 4     | Estrella Damm Sailing     | Alex Pella ESP / Pepe Ribes ESP             | 98 T 20 Std  |            |
| 5     | Neutrogena                | Boris Herrmann GER / Ryan Breymaier USA     | 100 T 03 Std |            |
| 6     | GAES Centros Auditivos    | Dee Caffari GBR / Anna Corbella FRA         | 102T 19 Std  |            |
| 7     | Hugo Boss                 | Wouter Verbraak NED / Andy Meiklejohn USA   | 111T 10 Std  |            |
| 8     | Forum Maritim Catala      | Gerard Marín SPA / Ludovic Aglaor SPA       | 12 T 07 Std  |            |
| 9     | We Are Water              | Jaume Mumbrú SPA / Cali Sanmartí SPA        | 132 T 04 Std |            |
|       | We Are Water              | Dominique Wavre SUI / Michèle Paret FRA     |              | Abbruch    |
|       | Groupe Bel                | Kito de Pavant FRA / Sébastien Audigane FRA |              | Abbruch    |
|       | Central Lechera Asturiana | Juan Merediz SPA / Fran Palacio SPA         |              | Abbruch    |
|       | Foncia                    | Michel Desjoyeaux FRA / François Gabart FRA |              | Abbruch    |
|       | Président                 | Jean Le Cam FRA / Bruno Garcia SPA          |              | Abbruch    |

### 2007/08
Die Regatta lief vom 11. November 2007 bis zum 11. Februar 2008.
Teilnahmen:
- insgesamt 9 Boote, davon 4 Abbrüche (einschließlich Vincent Riou & Sébastien Josse, beide Frankreich, auf PRB, nach Mastbruch)

Ergebnisse:
| Platz | Boot                    | Skippers                                    | Zeiten       | Kommentare                                                 |
| ----- | ----------------------- | ------------------------------------------- | ------------ | ---------------------------------------------------------- |
| 1     | Paprec Virbac 2         | Jean-Pierre Dick FRA / Damian Foxall IRL    | 92 T 09 Std  |                                                            |
| 2     | Hugo Boss               | Alex Thomson GBR / Andrew Cape AUS          | 94 T 17 Std  |                                                            |
| 3     | Temenos II              | Dominique Wavre SUI / Michèle Paret FRA     | 98 T 06 Std  |                                                            |
| 4     | Mutua Madrileña         | Javier Sansó ESP / Pachi Rivero ESP         | 99 T 12 Std  |                                                            |
| 5     | Educación sin Fronteras | Albert Bargués ESP / Servane Escoffier FRA  | 108 T 18 Std |                                                            |
| -     | Veolia Environnement    | Roland Jourdain FRA / Jean-Luc Nélias FRA   |              | Abbruch am 17. Dez. 1600 sm vor Fremantle                  |
| -     | Estrella Damm           | Guillermo Altadill ESP / Jonathan McKee USA |              | Abbruch 14. Dez. am Kap der Guten Hoffnung                 |
| -     | Delta Dore              | Jérémie Beyou FRA / Sidney Gavignet FRA     |              | Abbruch am 11. Dez. westlich l'archipel du Prince-Édouard. |
| -     | PRB                     | Vincent Riou FRA / Sébastien Josse FRA      |              | Abbruch 8. Dezember am Kap der Guten Hoffnung              |